# 95179 Берко
95179 Берко (95179 Berkó) — астероїд головного поясу, відкритий 16 січня 2002 року.
Тіссеранів параметр щодо Юпітера — 3,502.